# Oxyopes hastifer
Oxyopes hastifer là một loài nhện trong họ Oxyopidae.
Loài này thuộc chi Oxyopes. Oxyopes hastifer được Eugène Simon miêu tả năm 1910.